# Turmalina (album)
Turmalina è il terzo e ultimo album in studio della cantante e attrice uruguaiana Natalia Oreiro, pubblicato nel 2002.

## Tracce
1. No soporto – 3:27 (Andrés Múnera, Fernando "Toby" Tobón)
2. Que digan lo que quieran – 3:55 (Kike Santander)
3. Amor fatal – 3:07 (José Luis Arroyave, Giovani Correa)
4. Alas de libertad – 4:12 (Natalia Oreiro, Marcelo Wengrovsky)
5. Canto canto – 3:08 (Kike Santander, Gustavo Santander, José Luis Arroyave)
6. Cayendo – 3:08 (Natalia Oreiro, José Gaviria, Andrés Múnera, Fernando "Toby" Tobón)
7. Por verte otra vez – 3:27 (Kike Santander)
8. Cuesta arriba, cuesta abajo – 3:41 (Coti Sorokin, Matías Sorokin)
9. No va más – 3:14 (Tulio Cremisini, Kike Santander, Gustavo Santander)
10. Pasión celeste – 3:39 (Jaime Roos, Raúl Castro)
11. Mar – 4:30 (Natalia Oreiro)

Traccia bonus nell'edizione ceca
1. Que digan lo que quieran (Video musicale) – 4:52 (Direttore: Nahuel Lerena)